# Kenny Starfighter

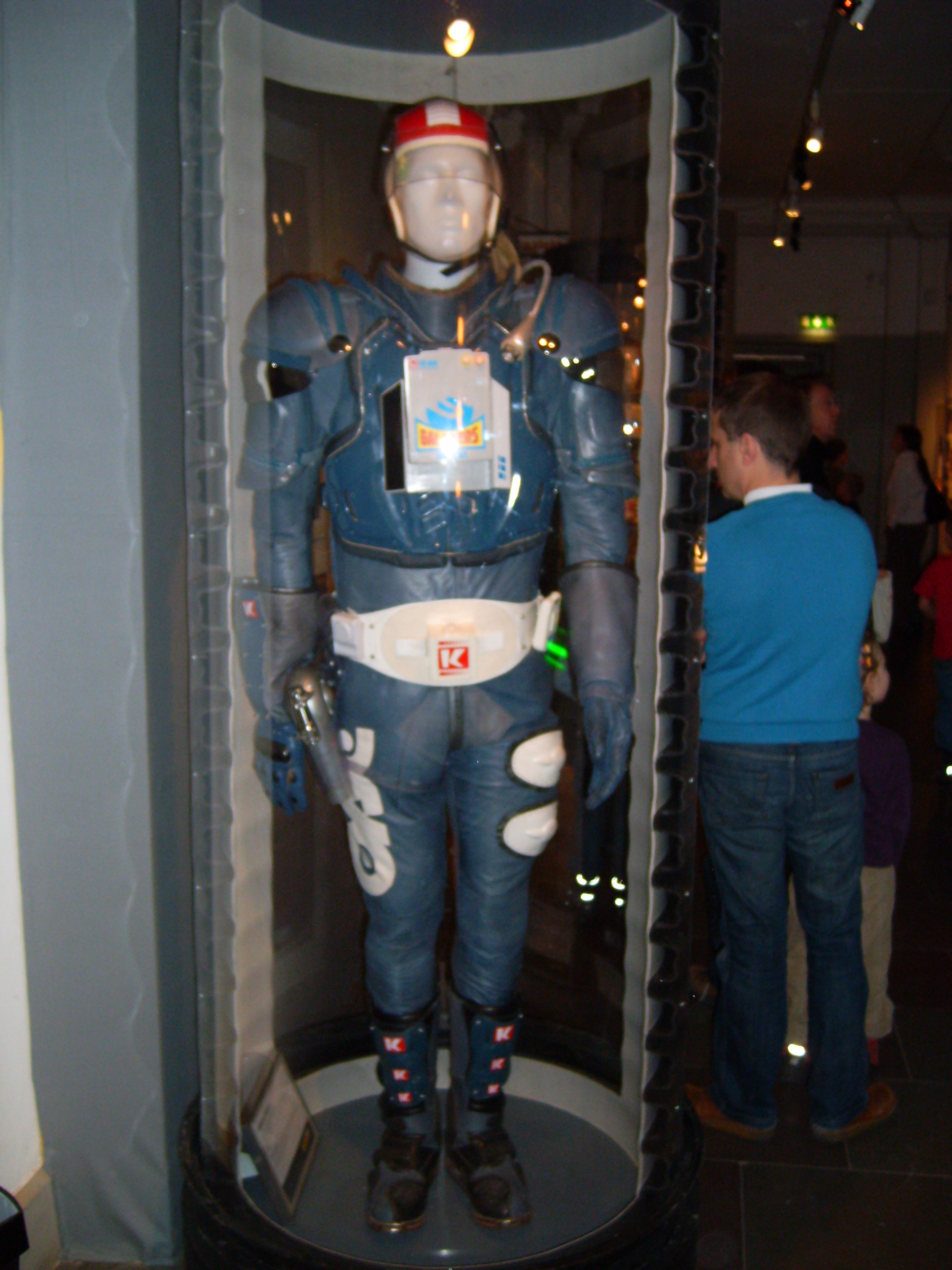
Kenny Starfighters dräkt på Stockholms Stadsmuseum.

Kenny Starfighter – Galaxens Superhjälte No1 är en svensk science fiction-TV-serie med Johan Rheborg i huvudrollen som ursprungligen visades i SVT under perioden 4 oktober-8 november 1997. Serien regisserades av Mats Lindberg, Carl Åstrand, Pontus Löwenhielm efter ett manus av Carl Åstrand, Jonas Inde, Mats Lindberg, Pontus Löwenhielm, Måns Mårlind med Johan Rheborg i huvudrollen som Kenny Starfighter.

## Handling
Serien är en komedi med dramainslag, och består av sex halvtimmeslånga avsnitt. Den handlar om rymdhjälten Kenny Starfighter som kommer till Jorden för att hitta den ondskefulle Doktor Deo, som hotar att förvandla alla planeter i galaxen till gigantiska roll on-kulor. Till viss del driver serien med science fiction- och rymdfilmsklyschor. En stor del av humorn bygger på medvetet tafflig redigering, förlöjligad dialog och liknande.
I serien förekommer ett gift som kallas Mähälium, som förvandlar sina offer till grönt slime. Drycken Choklad-Zingo visar sig vara bränsle.

## Rollista
- Johan Rheborg — Kenny Starfighter
- Johan Stattin — Markus
- Josefin Edvardsson — Sofia
- Gabriel Hermelin — Tyrone
- Linus Samuelsson — Burken
- Måns Westfelt — Överste Heinz / Dr. Deo
- Lakke Magnusson — Biologiläraren Slem-Sven
- Thomas Di Leva — Musiklärare
- Benny Haag — Tysklärare
- Sten Ljunggren — Rektorn
- Sten Elfström — Polisen
- Gunilla Paulsen — Mona, Markus mamma
- Camilla Henemark — Skolsköterska
- Emma Hanfot — Jacqueline
- Sigrid Åhs — Sun Babe
- Lars Hansson — Mackföreståndare
- Janina Holmberg — Kvinna på Mack
- Niclas Christensen — Bokmal
- Ulf Wahlström — Hempo 1
- Mattias Lundberg — Hempo 2
- Carl Norling — Hempo 3
- Magnus Ankarman — Jonny Skywatch
- Jonas Inde — Billy Bolero
- Henric Jonsson — Billy Balonga
- Mats Lindberg — Lord af Konrad
- Pontus Löwenhielm — Lonny Lowlife
- Magnus Wikman — Fatso Butt
- Carl Åstrand — Lenny Fartider
- Peter Nyrén — Body Double
- Ulf Hansson — Polisassistent
- Carl-Lennart Fröbergh — Rådsmedlem 1
- Peter Palmér — Rådsmedlem 1 (röst)
- Arne Hedlund — Rådsmedlem 2
- Lars Hansson — Rådsmedlem 2 (röst)
- Sören Holmqvist — Rådsmedlem 3
- Ulf Andrée — Rådsmedlem 3 (röst)
- Bo Ankarwall — Dr. Deos assistent
- Eva Westerling — Grannfrun
- Håkan Andersson — Gate keeper
- Peter Sjöquist — Bokmal (röst) / Gate keeper (röst)
- Klass 7F Forellskolan Tyresö kommun — Klassen
- Gry Paulsen — Kenny jr.
- Viveka Seldahl — Memorymatic
- Jeanette Albertsson — Domedagsmaskinen

## Avsnitt
| Nr i serien | Titel                                | Regissör                                         | Manus                                                                    | Originalvisning |
| ----------- | ------------------------------------ | ------------------------------------------------ | ------------------------------------------------------------------------ | --------------- |
| 1           | "Vårt sista hopp"                    | Calle Åstrand, Mats Lindberg & Pontus Löwenhielm | Carl Åstrand, Jonas Inde, Mats Lindberg Pontus Löwenhielm & Måns Mårlind | 4 oktober 1997  |
| 2           | "Den försvunna Chokladzingofabriken" | Calle Åstrand, Mats Lindberg & Pontus Löwenhielm | Carl Åstrand, Jonas Inde, Mats Lindberg Pontus Löwenhielm & Måns Mårlind | 11 oktober 1997 |
| 3           | "Vem är Dr Deo?"                     | Calle Åstrand, Mats Lindberg & Pontus Löwenhielm | Carl Åstrand, Jonas Inde, Mats Lindberg Pontus Löwenhielm & Måns Mårlind | 18 oktober 1997 |
| 4           | "Gate of hell"                       | Calle Åstrand, Mats Lindberg & Pontus Löwenhielm | Carl Åstrand, Jonas Inde, Mats Lindberg Pontus Löwenhielm & Måns Mårlind | 25 oktober 1997 |
| 5           | "Dr Deo slår tillbaka!"              | Calle Åstrand, Mats Lindberg & Pontus Löwenhielm | Carl Åstrand, Jonas Inde, Mats Lindberg Pontus Löwenhielm & Måns Mårlind | 1 november 1997 |
| 6           | "Kennys återkomst"                   | Calle Åstrand, Mats Lindberg & Pontus Löwenhielm | Carl Åstrand, Jonas Inde, Mats Lindberg Pontus Löwenhielm & Måns Mårlind | 8 november 1997 |

## Mottagande
Serien blev en tittarsuccé och mycket omtyckt. Serien har sänts i repris på TV vid ett flertal tillfällen och har getts ut på VHS och DVD 1998.

### Uppföljare
År 2009 kom en film om Kenny Starfighter, Kenny Begins, som är en förhistoria till TV-serien. Filmen visades på SF Bio.
Den 16 september 2022 släpptes en ny serie med Kenny Starfighter, Kenny Starfighter – Dr Deo slår tillbaka.

## Övrigt
I ett avsnitt av TV-serien Nisse Hults historiska snedsteg, i regi av Carl Åstrand och med Johan Rheborg, finns Kenny Starfighters dräkt med på maskeradbalen, då Gustav III blir skjuten.[källa behövs]

### Fotnoter
1. 1 2  Svensk mediedatabas, SMDB-id: 001408225, läst: 8 juni 2022.[källa från Wikidata]
2. 1 2  Svensk Filmdatabas, Svenska Filminstitutet, läs online, läst: 8 juni 2022.[källa från Wikidata]
3. 1 2  ”Svensk mediedatabas”. http://smdb.kb.se/catalog/search?q=%22Kenny+Starfighter%22+typ%3Atv&sort=OLDEST. Läst 1 april 2011.
4. ↑  ”Rheborg: ”Jag ser Runar i spegeln””. Aftonbladet. https://www.aftonbladet.se/a/a2GlG4. Läst 18 december 2020.
5. ↑  ”Kenny Starfighter”. SVT Play. https://www.svtplay.se/kenny-starfighter. Läst 23 juni 2018.
6. 1 2  ”Kenny Starfighter (1997)”. Svensk filmdatabas. http://www.svenskfilmdatabas.se/sv/item/?type=film&itemid=37893#release-dates. Läst 23 juni 2018.
7. ↑  Fristorp, Mimmi (20 mars 2009). ”Med hårtorken som rymdvapen”. Dagens Nyheter. http://www.dn.se/kultur-noje/film-tv/med-hartorken-som-rymdvapen. Läst 12 april 2010.
8. ↑  ”Sökning på «Kenny Starfighter»”. Svensk mediedatabas. https://smdb.kb.se/catalog/search?q=%22Kenny+Starfighter%22+typ%3Atv&sort=OLDEST. Läst 8 juni 2022.
9. ↑  ”Kenny Starfighter”. Svensk filmdatabas. https://www.svenskfilmdatabas.se/sv/item/?type=film&itemid=37893. Läst 8 juni 2022.
10. ↑  ”Kenny Begins - galaxhjälten med hårtorkspistol har landat på bio - Kulturnytt i P1”. sverigesradio.se. Sveriges Radio. https://sverigesradio.se/artikel/2727634. Läst 18 december 2020.
11. ↑  ”Trailerpremiär: Ny säsong med "Kenny Starfighter" på SVT”. MovieZine. https://www.moviezine.se/nyheter/ny-sasong-kenny-starfighter-pa-svt-2022. Läst 17 september 2022.